# Burro (náutica)

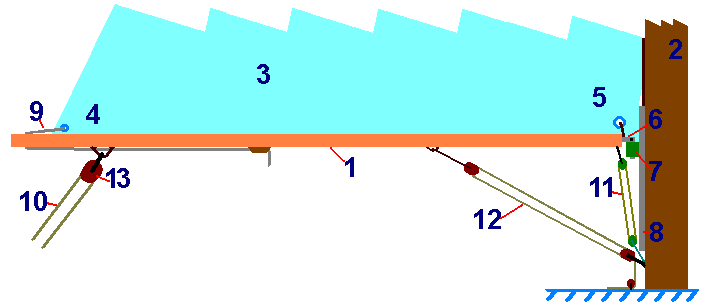
Esquema de botavara
10. Osta (braza)
11. Cunningham

En náutica, el burro (u osta, o amura de mesana) es cada uno de los dos cabos que sirven como brazas para manejar la verga de mesana, y sujetar el car. (ing. Boom vang)

## Etimología
El burro es llamado por algunos osta. Gamb. dice que propiamente son las amuras de mesana.